# Silent Hill: Play Novel
Silent Hill: Play Novel, strutturato come un'avventura grafica, è basato sulla trama del primo episodio di Silent Hill ed esplora alcuni retroscena e punti di vista alternativi. In questo episodio è possibile giocare come Cybil o come Andy, il vicino di casa di Harry e Cheryl. È stato pubblicato solo in Giappone.